# Volker Steffens
Volker Steffens (* 1948) ist ein deutscher Pädagoge und ehemaliger Schulleiter der Thomas-Morus-Oberschule in Berlin-Neukölln. Er wurde durch sein couragiertes Verhalten im Falle der Reaktionen auf den Ehrenmord an der kurdischstämmigen Deutschen Hatun Sürücü bundesweit bekannt.

## Laufbahn
Im Jahr 1971 wurde Volker Steffens Lehrer an der Thomas-Morus-Schule, deren Konrektor er 1980 wurde. Von 1996 bis zu seinem Eintritt in den Ruhestand war er Rektor dieser Oberschule. 

## Der Fall Hatun Sürücü
Hatun Sürücü war im Februar 2005 in Berlin auf offener Straße ermordet worden. Der Ehrenmord wurde von mehreren Schülern der Thomas-Morus-Oberschule mit Beifall bedacht. Daraufhin reagierte der Schulleiter Volker Steffens mit einem offenen Brief an die Schüler, Eltern und das Lehrerkollegium. Damit löste er eine breite Diskussion in den Medien aus.

## Ehrungen
Im August 2005 wurde Volker Steffens für sein couragiertes Verhalten von Bundespräsident Horst Köhler ein Dankesschreiben übermittelt.
Am 10. Dezember 2005 wurde ihm die Neuköllner Ehrennadel verliehen. Laut Berliner Morgenpost gehört Volker Steffens zu den 50 wichtigsten Berlinern des Jahres 2005.